# Raditude
Raditude è il settimo album dei Weezer, pubblicato il 3 novembre 2009 dalla Geffen Records. Il lavoro vede il ritorno in studio della band appena un anno dopo dal precedente Weezer.

## Registrazione
Nel novembre del 2009, i Weezer tornano in studio per incidere il loro nuovo album le cui canzoni hanno, a differenza del precedente album, un solo leader vocale e cioè Rivers Cuomo. A rafforzare le voci sull'uscita del nuovo disco è stato anche pubblicato un video su YouTube, Let's Write a Swang, il quale ha mostrato Rivers in sala studio assieme al produttore Jacknife Lee.
Nell'estate 2009, durante l'evento musicale KROQ Weenie Roast, la band si è esibita (così come negli altri concerti che seguiranno) con Josh Freese alle percussioni mentre il batterista Patrick Wilson ha suonato la chitarra.
Il 24 luglio 2009, durante il Jisan Valley Rock Festival, svoltosi in Corea, gli Weezer hanno eseguito dal vivo tre nuove canzoni Can't Stop Partying, I'm Your Daddy, e The Girl Got Hot. In seguito queste tracce sono state confermate nella tracklist ufficiale.
Altri brani hanno visto la collaborazione del produttore Butch Walker, di Tyson Ritter e di Nick Wheeler(componenti dei The All-American Rejects), di Lil Wayne e Jermaine Dupri.
Il 3 novembre 2009, il nuovo album, con il titolo di Raditude, è uscito sia in forma normale che in quella deluxe, la quale vede l'aggiunta di altre cinque tracce.

## Tracce
1. (If You're Wondering If I Want You To) I Want You To - 3:28 (Rivers Cuomo, Butch Walker)
2. I'm Your Daddy - 3:08 (Cuomo, Dr. Luke)
3. The Girl Got Hot - 3:14 (Cuomo, Walker)
4. Can't Stop Partying (featuring Lil Wayne) - 4:22 (Cuomo, Jermaine Dupri, Lil Wayne)
5. Put Me Back Together - 3:15 (Cuomo, Tyson Ritter, Nick Wheeler)
6. Trippin' Down the Freeway - 3:40 (Cuomo)
7. Love Is the Answer - 3:43 (Cuomo, Jacknife Lee)
8. Let It All Hang Out - 3:17 (Cuomo, Dupri, Lee)
9. In the Mall - 2:39 (Patrick Wilson)
10. I Don't Want to Let You Go - 3:48 (Cuomo)

## Singoli estratti
Il 18 agosto 2009, viene pubblicato il primo singolo estratto, intitolato (If You're Wondering If I Want You To) I Want You To. Inizialmente il brano viene pubblicato solo nelle radio, successivamente ne viene realizzato un video diretto da Marc Webb e con la partecipazione dell'attrice Odette Yustman. Il secondo singolo è I'm Your Daddy e debutta in radio nel gennaio 2010. La première del video avviene il 29 marzo sul MySpace ufficiale della band.

## Formazione
- Rivers Cuomo - voce, chitarra
- Brian Bell - chitarra
- Scott Shriner  - basso
- Patrick Wilson - batteria, percussioni

## Classifiche
| Classifica (2009)         | Posizione massima |
| ------------------------- | ----------------- |
| Australia                 | 36                |
| Canada                    | 10                |
| Germania                  | 94                |
| Giappone                  | 18                |
| Norvegia                  | 36                |
| Regno Unito               | 80                |
| Stati Uniti               | 7                 |
| Stati Uniti (alternative) | 1                 |
| Stati Uniti (rock)        | 1                 |